# 吉本徹也
吉本 徹也（よしもと てつや 1941年9月5日 - ）は、日本の裁判官。徳島県出身。京都大学卒業。東京高等裁判所部総括判事、横浜地方裁判所所長などを歴任。高松高等裁判所長官を最後に退官。

## 経歴
- 1965年 司法修習生
- 1967年 東京地裁判事補
- 1970年 最高裁刑事局付
- 1973年 福岡地家裁久留米支部判事補
- 1977年4月 福岡地家裁久留米支部判事
- 1977年7月 東京地裁判事
- 1980年 最高裁刑事局第二課長
- 1984年 札幌地裁部総括判事
- 1987年 最高裁調査官
- 1991年 東京地裁部総括判事
- 1994年 東京高裁判事
- 1995年 千葉地裁部総括判事
- 1997年 旭川地家裁所長
- 1999年2月 札幌地裁所長
- 2000年4月 東京高裁部総括判事（刑事10部）
- 2002年 横浜地裁所長
- 2004年 高松高裁長官
- 2005年 依願退官
- 2008年 国家公務員倫理審査会会長
- 2012年3月 退官

## 担当訴訟
- コカイン密輸事件（一審千葉地裁裁判長　角川春樹被告に懲役4年の有罪判決　1996年）

| スタブアイコン | サブスタブ | この項目は、まだ閲覧者の調べものの参照としては役立たない、人物に関連した書きかけの項目です。この項目を加筆・訂正などしてくださる協力者を求めています（P:人物伝/PJ:人物伝）。 |